# NGC 1981
NGC 1981 је расејано звездано јато у сазвежђу Орион које се налази на NGC листи објеката дубоког неба.
Деклинација објекта је - 4° 26' 0" а ректасцензија 5h 35m 12,0s. Привидна величина (магнитуда) објекта NGC 1981 износи 4,2. NGC 1981 је још познат и под ознакама OCL 525.